# Marquis of Kensington
Marquis of Kensington è stato un progetto musicale inglese, sviluppato interamente in studio di registrazione alla fine degli anni sessanta.

## Storia
Facevano parte del progetto Robert Wace, all'epoca manager dei The Kinks, come musicista/cantante, e il produttore Mike Leander che prestava il proprio volto, già in forza alla Decca, durante gli anni sessanta, e in seguito alla Bell, negli anni settanta; aveva inoltre collaborato con Gary Glitter, Peter Frampton, Joe Cocker, Marc Bolan, The Small Faces e altri.
Basti pensare che il loro primo lavoro, il 45 giri The Changing of the Guard, è opera di Wace, che pur usando la propria voce - preferendo mantenere l'anonimato - fece comparire al proprio posto in copertina il produttore, Leander. E a certificare la natura scherzosa dell'opera, sul lato B del disco viene proposto un brano, questa volta attribuito ai The Marquis of Kensington's Minstrels, suonato al contrario, con il titolo Reverse Thrust.
The Changing of the Guard riscosse talmente tanto successo da venir utilizzata dal regista Peter Whitehead come colonna sonora del suo documentario del 1967 Tonite Let's All Make Love in London.
- Così ricorda uno dei componenti dei The Kinks in merito a The Changing of the Guard:

Il pezzo strumentale Flash del 1968 - originariamente suonato con pianoforte, organo Hammond, stomping beat e fuzz guitar - venne poi ripreso nel 1969 da Lee Patterson Train. Ma fu, sempre nel 1969, il direttore d'orchestra Mario Battaini che, con il nome d'arte di The Duke of Burlington, lo riarrangiò e presentò in una differente versione, rendendolo un successo internazionale.
Tra le registrazioni del gruppo nel 1968 vi è anche una cover di un pezzo originariamente cantato nel 1962 da Carole King It Might as Well Rain Until September.

## Discografia

### Singoli
- 1967 - The Changing of the Guard/Reverse Thrust (Immediate Records, CBS 8203)
- 1968 - Sister Marie/Flash (CBS, 3123)
- 1968 - It Might As Well Rain Until September/Folks In The City (CBS, 3722)

### Partecipazioni
- 1967 - Tonite Let's All Make Love in London, colonna sonora
- 1981 - Best of Pop Music - Oldies - Vol. IV (Memory, 296 979)
- 1984 - Let's Have a Party (CBS, 402339)
- 2007 - Pop in Volume 3: Buried Treasure from British Pop's Rainbow Years (Elevator Music Co)

### Video
- The Changing of the Guard, i Marquis of Kensington cantano in un'apparizione alla televisione tedesca del 26 agosto 1967 (ENG-002, PAL, quality; 9/10, DVD 2, Beat Club, German-tv, 1967).